# Persiens Pärla
Persiens Pärla är den artonde boken i serien om Theo och Ramona av Kim Kimselius och gavs ut 2013. Handlinge utspelar sig i det Persiska riket under kung Kyros (Kyros II) regeringatid på 500-talet f.Kr.